# Hemonia schistaceoalba
Hemonia schistaceoalba är en fjärilsart som beskrevs av Rothschild 1913. Hemonia schistaceoalba ingår i släktet Hemonia och familjen björnspinnare. Inga underarter finns listade i Catalogue of Life.